# The Annoying Orange
The Annoying Orange (conocida como La naranja molesta) es una serie web de comedia originaria de la plataforma YouTube, creada por la productora, actriz y cantante estadounidense Dane Boedigheimer. Trata acerca de objetos antropomórficos; el protagonista es una naranja que vive fastidiando a otras frutas, verduras u otros objetos, con bromas generalmente de humor negro, de allí el nombre de la serie. El primer episodio fue subido a la plataforma el 9 de octubre de 2009, y para fin de mes, los videos llegaron a una acumulación de 380 millones de vistas.
Originalmente, los episodios fueron subidos en el canal de YouTube de la compañía de Boedigheimer, Gagfilms, canal llamado actualmente Dane Boe, pero cuando el primer episodio de Annoying Orange alcanzó las 11 millones de vistas, Boedigheimer se inspiró a crear un canal propio con el mismo nombre de su serie, donde realizaría exclusivamente todo el trabajo relacionado con su obra. El proyecto también contaba con un canal de YouTube diseñado para público hispanohablante, EspNaranjaMolesta,  en el que solo se dobló los 9 capítulos del canal original al español, y que actualmente está abandonado. 
El 28 de mayo del 2012  se estrenó su show de TV en Cartoon Network de USA y el 9 de septiembre en Cartoon Network de México, que terminó siendo cancelado el 24 de marzo de 2014. A fines de 2016, el canal The Annoying Orange de YouTube contaba con cinco millones y medio de suscriptores y 4000000 millones de visitas.

## Inicio de la idea
Daneboe comenzó a hacer vídeos con alimentos animados en 2006, en la cual envolvía huevos, maíz, tomates, jugos, peces y manzanas, que aparecía en Gagfilms, más postuvo sus vídeos en su canal de YouTube. En 2008, Daneboe hizo unas miniseries envolviendo una jarra psicópata con un saco adentro (Kool Aid Killer), lo cual mataba y combatía contra sus adversarios cuando un envase de refresco fue abierto y lo confundió con el agua.

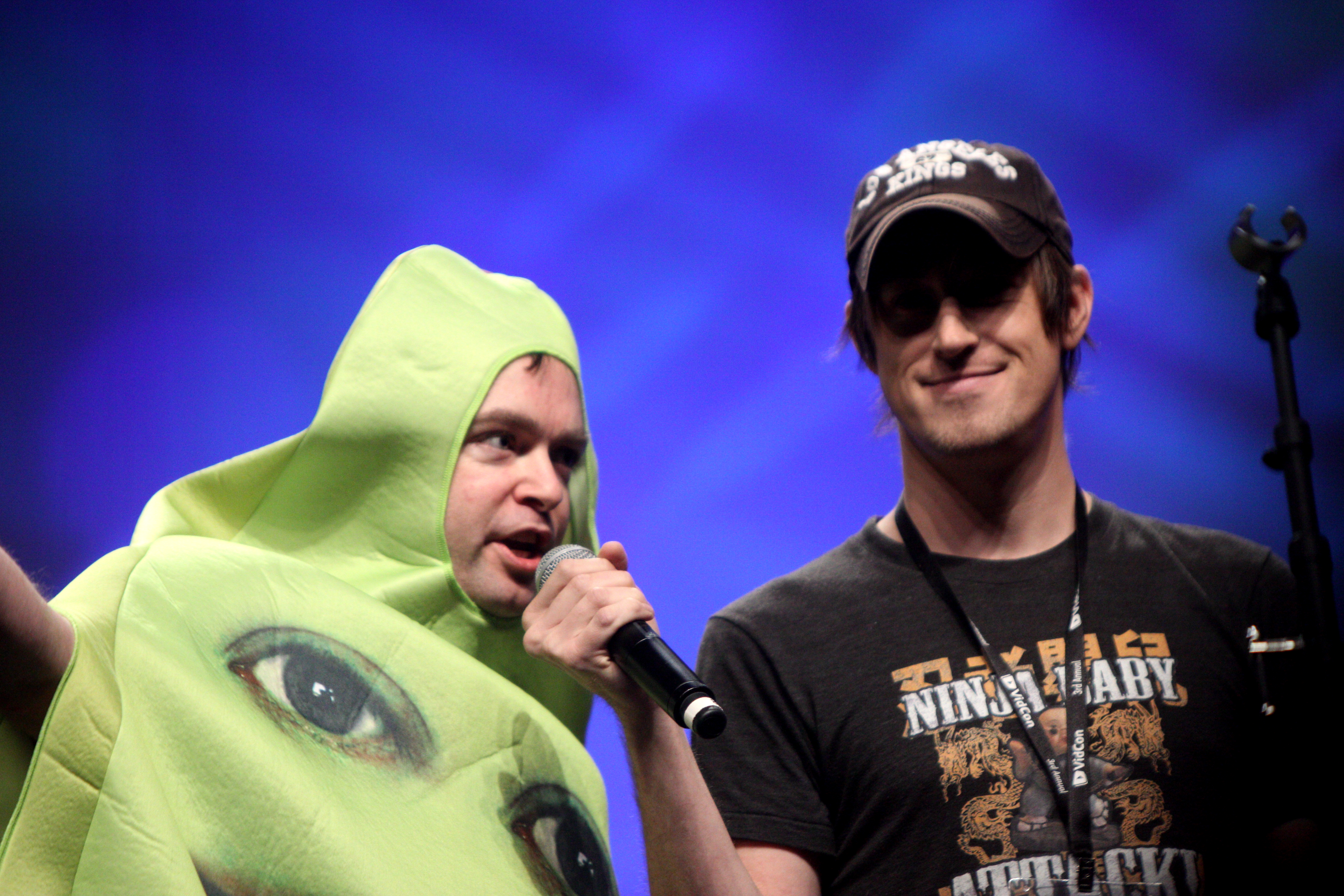
Daneboe y su hermano grabanado en los estudios de YouTube y Gagfilms desde 2012.

## Sinopsis
La mayoría de los episodios, en el ambiente de la cocina de la casa de Daneboe, donde el protagonista (naranja) comienza a conversar con una fruta o con otro alimento u objeto, en otro en el ambiente de un cuadrilátero de boxeo, en otros dos en el ambiente del parque donde va un chico llamado Teo y sus amigos.
A partir de 2012 también se han invitado a diversos personajes famosos como Oprah Winfrey o Weird Al Yankovic.

## Contenido
En el show se muestra una naranja que tiene cara y puede hablar, la voz es de Boedigheimer y es conocida solo como "naranja", que molesta a otras frutas, verduras u objetos animados que se encuentran cerca de ella, menos a la pera. La mayoría de los episodios muestra a la naranja molestando a otro objeto animado cualquiera, como dicho anteriormente, una verdura, una fruta, un queso, un frasco y en una ocasión a un iPhone y a una BlackBerry para luego finalizar el capítulo generalmente con el otro personaje siendo "asesinado" por un cuchillo, pese a la advertencia de la naranja (a veces los personajes vuelven convertidos en otra cosa, como por ejemplo el tomate convertido en kétchup). Los episodios tienen una duración promedio de 2-4 minutos y todos están disponibles para ser vistos en YouTube. También hubo un episodio con el personaje Billy la marioneta, de la saga de películas Saw. Usualmente las frutas que aparecen en los episodios son interpretadas por otros usuarios de Youtube, cuyos enlaces aparecen al final de cada episodio.
La serie fue puntuada como la más vista de Internet tanto en febrero y marzo del 2010 por Mashable, con más de 52 millones de visitas en marzo, para el 26 de abril la serie llevaba más de 108 millones de visualizaciones en YouTube.
Boedigheimer (su nombre de usuario en Youtube es Daneboe) es nativo de Dakota del Norte y luego se trasladó a California para trabajar en la industria cinematográfica, trabajó como asistente en la serie de MTV, Pimp My Ride (Enchúlame la Máquina).

## Personajes
La mayoría de los personajes de La Naranja Molesta son episódicos y solo se pueden ver en un  capítulo, sin embargo, otros se han podido ver varias veces.

### Personajes principales
- Orange (Naranja): es indudablemente el personaje principal, tiene una personalidad molesta e incomprensible, repite muchas veces la frase I'm an orange! (Soy una naranja) y se divierte hablando y molestando a los otros personajes usando juegos de palabras, hasta que por lo general, el cuchillo mata al personaje molestado, pese a la advertencia que la naranja le da. A pesar de su carácter fastidioso, le resulta triste quedarse. Está totalmente enamorado de Fruta Pasión, & en "The Dating Games" dice: "Ya me gusta alguien, es inteligente, hermosa & morada"
- Pear (Pera): La pera está siempre cerca de la naranja, apareció en el primer capítulo de la serie y no empezó a aparecer como personaje principal hasta el duodécimo episodio, suele quejarse de lo molesta que es la naranja, aunque realmente es su mejor amigo. Es uno de los pocos personajes que nunca es asesinado por el cuchillo ni molestado por naranja.
- Passion Fruit (Fruta Pasión): Es una fruta que es más bien del género femenino. En el primer capítulo en que ella aparece, la naranja demuestra estar enamorado de ella, aunque es muy tímido para decírselo. Está enamorada de Orange pese a su fastidiosidad. Se le declaró en " The dating games" Se la ha visto solamente en un capítulo homónimo de su nombre y en La venganza de Pomelo (en inglés Grapefruit's Revenge) que es la continuación del mismo,  en el capítulo "El Sitcom", en "La Naranja Explotiva", en "La Pera Molesta" y en Wishful thinking.
- Marshmallow (Malvavisco): es de aspecto blando y esponjoso, con una voz chillona y una actitud infantil. Es algo lento para reconocer el peligro cercano. Aparece por primera vez siendo tomado como víctima por Jigsaw y Naranja se suponía que debía molestarlo hasta la muerte, pero al final ambos se unen y terminan molestando a Jigsaw. Este intenta cortarlo con una trampa mortal pero no funciona. Reaparece en "Happy Birthday!" y se convierte en principal. Muchos fanáticos se preguntan si es hombre o mujer, cuando se enoja destroza todo lo que ve, resulta ser el príncipe de Masmelia.
- Midget Apple (Manzanita)': Es el hermano menor de Manzana, prefiere que se refieran a ella como manzana pequeña o manzanita en España, aunque los demás no suelen hacerlo, es el mejor amigo de malvavisco. Reaparece en "Annoying orange: happy birthday" y se convierte en un protagonista.
- Apple (Manzana): Es la fruta que sale en el primer episodio y el hermano mayor de manzanita. La naranja continúa preguntando por él en los siguientes capítulos. Vuelve a aparecer en el efecto microondas donde resulta que si nunca hubiera sido cortada por el cuchillo sería el rey del mundo ahora mismo. Y Aparece en los nuevos episodios. Reaparece en "Happy Birthday!" y se vuelve protagonista. A pesar de que Naranja siempre lo molesta y fastidia, lo considera un buen amigo.
- Grandpa Lemon (Abuelo Limón): Es un limón de aspecto viejo que olvida con facilidad el nombre de la naranja y se queda dormido a cada momento, incluso cuando es atacado por el cuchillo. Regresa convertido en una rodaja de limón en un vaso. Más tarde en estos episodios esta en una moto diciendo Jerónimo en la moto.
- Grapefruit (Pomelo): Enemigo de la naranja. Aparece en un episodio junto con la Fruta de la Pasión, es mal hablado y presumido. Su tamaño es el objeto de burla de la naranja, además le decía insultos a la naranja, al final del episodio fue cortado con el cuchillo y le echaron azúcar.

Nota: Abuelo Limón y Pomelo murieron en el sus respectivos debuts. Pero después de resucitar en Frankenfruta, han aparecido nuevamente en los capítulos del 2011.

### Personajes secundarios
- Knife (Cuchillo): acuchilla a varios personajes, aunque sea un cuchillo es muy sensible. Reaparece en otros episodios.
- Dane Boedigheimer: Es una persona que es conocida como Dane Boe y apareció por primera vez en el primer episodio.
- Liam, El Duende: Es un duende que perdió su olla de oro en la cocina y le concedió a la naranja tres deseos por ella, lo que no estuvo exento de las molestias de la naranja. Apareció también en el episodio "Annoying Orange vs. FRED!!!" como el réferi, en el especial de Navidad 2010, en el episodio "cross-over" con "Charlie, el Unicornio" y en el episodio "Food Court" como Juez.
- Squash (el Calabacín): Es una calabaza que aplasta a algunos personajes, le disgusta mucho aplastar cosas, le asusta Justin Bieber, como se demostró en Pregunta a Naranja 4

### Personajes recurrentes
- La calabaza (Pumpkin), rebautizada "Plumpkin" por la naranja (plump significa gordo en inglés):. Es convertida en una calabaza de Halloween en un episodio, pero reaparece aplastando a la manzana silvestre.
- El Narrador: Es un narrador simple que apareció por primera vez en The Annoying Tráiler y de Ahí Salió de Nuevo En Picture Contest

- El limón: Un limón con extraña personalidad, solo se le ha visto gritando en Wazzup y Wazzup 2.
- Banana: Son unas bananas que aparecieron con naranja en el episodio "The Annoying Orange Wazzup" y de nuevo en "The Exploding Orange". Mueren en "La Naranja Molesta vs. Slender"
- Kiwi: Es un kiwi que apareció en el episodio "The Annoying Orange Wazzup" y The Exploding Orange
- La zanahoria: solo ha intervenido para expresar sufrimiento, es muy sensible, pero se ve que lo supera en "The Annoying Orange: Frankenfruit".
- Jigsaw/Billy la marioneta: Es el mismísimo personaje de la película "SAW". Su misión era cortar a la naranja en dos, pero al final del episodio el primero se va, mientras que la naranja sigue fastidiando a la berenjena hasta que esta última es partida en dos por la sierra. Reaparece en "Annoying Saw 2", intentando tomar a la naranja como su aprendiz para que moleste al malvavisco, pero falla.
- El balón de fútbol soccer: aparece en el video Super Bowl Football. Posee acento británico, esto en relación con el origen del Soccer. Reaparece en el especial de la Copa mundial de Sudáfrica, donde es molestado por la Naranja con una Vuvuzela.
- La madre de Orange: Aparece en el especial del día de las madres. Es más molesta que su hijo.
- Apio: Es un apio que es que le da risa los otros apios aparacio su primera vez en Excess Cabbage y su última vez en Best Fiends Forever
- Mario: Personaje ficticio de Nintendo, es un plomero encargado de salvar a la princesa Peach por un malvado dragón llamado Bowser. Aparece en los episodios Annoying Super Mario y en In The Dark.
- Pit Romney un Durazno que era candidato para la presidencia de la cocina es una referencia a Mitt Romney
- Broc Obama un Broccoli que era el presidente de la cocina hasta su derrota, es parodia de Barack Obama
- Gyro una Tortilla aparece en Decisión de la cocina como Candidato
- Zoom!: Es una bebida energética, Naranja le escupe una semilla y Naranja lo bebe, volviéndose hiperactiva.
- Copper Lincoln: es un sujeto bailarín que aparece en algunos episodios, su primera aparición fue en Magic Clam
- Dr Bananas: es una banana científica que construye inventos para intentar de destruir a la Naranja,Pero También Apareció En El Episodio Out Of The Blue.

- Nude Dude: es una manzana desnuda que apareció por primera vez en el episodio Nude Dude, Luego en Barewolf y de ahí apareció en Ask Orange 10.
- Capitan Obvious: es una cebolla que fue protagonizada por Steve Zaragoza, apareció por primera vez en el episodio Angry Orange, y luego apareció nuevamente en Gut Wrenching.

### Personajes menores
- El tomate: El tomate discute con la naranja acerca de su condición de fruta o verdura y de su parecido con la manzana. Es uno de los pocos personajes que no es atacado por el cuchillo, sino por la licuadora. Luego regresa convertido en una salsa.
- Santa Claus: La naranja lo apoda "arenoso" para fastidiarle y le pregunta si es una manzana (Por el color rojo de su traje).  aparece en el primer capítulo navideño.
- La naranja muy molesta: Es otra naranja similar a la protagonista, pero de dientes más blancos y de voz sosa siendo más molesto que naranja (esto se debe según él a que fue cortado del naranjo siendo más maduro que naranja), tanto que terminó molestando a la naranja, al final fue exprimido.
- La berenjena: Aparece en el episodio de "Annoying SAW" (el Juego del Fastidio, parodia a la película "SAW"), la naranja le llama Barney, por su color morado. Al final del episodio termina siendo cortado por una sierra.
- El balón de fútbol americano: aparece en el video 6: Super Bowl Football. Discute con un balón de fútbol soccer por sus nacionalidades, luego es molestado por la naranja por su forma parecida a la de un limón y por el hecho de que se puedan usar las manos para agarrarlo, por lo que lo llama "handball". Finalmente es pateado.
- Segunda Manzana (Wazzup): Es una segunda manzana que fue cortada por un cuchillo en el episodio de "The Annoying Orange Wazzup".
- Ladida Iphone: Es un Iphone de la empresa Apple (por lo que naranja le dice Apple) y naranja dice que es aburrido y no es buena onda y que su música apesta diciendo que él produce mejor música cantando irritantemente, el Iphone dice que tiene ABBA. Termina quemando sus circuitos por el jugó de naranja ( aparece en el episodio Gets Autotuned).
- El Queso: Este personaje solo aparece en el episodio "A Cheesy Episode" donde es molestado por la naranja y él no aguanta sus juegos de palabras, no se arrepiente de ser rallado por un rallador de queso. Al final piensa que murió pero lo convierten en tortilla (sigue siendo molestado por naranja).
- La col: En un episodio decide ayudar a la naranja a subirle el ánimo pero termina siendo blanco de las bromas de la naranja.
- Los fantasmas: aparecen en Pacmania, son los mismos enemigos de Pac-Man, y Blinky le dice a la Naranja Pac-Man y fueron comidos por la Naranja.
- El pepino: Es un pepino que usa lentes de sol y se considera a sí mismo buena onda. La naranja termina admirándolo y se pasa el resto del episodio pensando en como agradarle y como no terminar fastidiándolo como a los otros. Con su aparición se puede apreciar que la naranja no es fastidiosa porque pretenda serlo, sino que realmente cree que es así como debe comportarse para que lo acepten y no está consciente de ser fastidioso. Aparece de nuevo en franken fruta siendo la pierna derecha de franken fruta
- Las naranjas ángel y demonio: Aparecen en el mismo episodio que el pepino. Ambas aconsejan a la naranja acerca de cómo acercarse al pepino. Ambas son tan molestas como la naranja.
- Lady Pasta: Parodia a Lady GaGa. Es una pasta, aparece en el vídeo más reciente ("Lady Pasta"). Le canta a la naranja la canción modificada de "Bad Romance". Al final del episodio es hervida.y volvió aparecer en lady pasta animated
- El aro de cebolla: Parodia a The Ring. Es el fantasma de una cebolla que murió por obra del cuchillo y ahora está maldita. Cualquiera que vea su vídeo a los 7 días Orange los convertirá también en un aro de cebolla
- La hermana de Grapefruit:  quiere una cosa y es vengarse de Naranja por la muerte de Grapefruit, también le dice que es gorda y una payasa, cuando Naranja y Passion le dijeron que no confine con las uvas, dijeron que no fue Naranja sino que fue Cuchillo y al final fue cortada por cuchillo como su hermano.
- El Cartero de Grapefruit: Es Uno de La Familia de Grapefruit, Apareció En Grapefruit's Revenge, y de Nuevo En Food Court.
- Erick la manzana verde: Es una manzana verde. La naranja no le cree que sea una manzana por su color verde, y le pregunta si es mutante, como las Tortugas Ninja. Al final él y otras manzanas que aparecen en el episodio terminan en una tarta de manzana.
- Granny Smith: Otra manzana verde, abuela de la primera. Está bastante arrugada por el tiempo que lleva en la cocina y ofrece un dólar si le dan un beso o un abrazo. Termina en la misma tarta de manzana que su nieto.
- Rojo delicioso y dorado delicioso: Son dos primos manzanas (uno es rojo y el otro es amarillo). Ambos son mujeriegos y viven coqueteando a las duraznos. Sin embargo tampoco se salvan de la mortífera tarta de manzana.
- La araña: Es una araña a la que aparentemente siempre culpan por todo.
- Las uvas: solamente aparecen cuando alguien dice que ellas le contaron algo. Son chismosos.
- La sandía: Aparece en el episodio especial del 4 de julio. En un principio la naranja se asusta debido a su tamaño, llegando a llamarla "Lagarto Gigante come naranjas". Luego le dice que era Godzilla. Al final es destruido por un cohete fuego artificial.
- Crabapple, La manzana silvestre: Es una manzana que se caracteriza por estar de mal humor todo el tiempo, haciendo callar a la naranja. Su nombre en inglés, Crabapple, forma parte de un juego de palabras: se le asocia con un cangrejo (crab, en inglés) y con su mal carácter (crabby significa malhumorado en inglés).
- FЯED: Es un niño molesto que aparece en vídeos de Youtube gritando (por lo cual se hizo famoso). Aparece en capítulos con Naranja (Annoying Orange vs. FЯED!!!, Ask Orange Nº14 y Fred Goes Grocery Shopping Feat. Annoying Orange aunque Naranja aparece en un cameo en este último). Siempre habla gritando y tiene una voz chillona. Al final de los 2 episodios en los que aparece, es sacado por la mismo personaje que lo trajo al capítulo. A diferencia de otros personajes, llega a ser tan molesto como Naranja que acaban siendo caras opuestas de la misma moneda, iguales, pero distintos.
- La patata: Naranja se dirige a este como amigo enlodado en inglés "Muddy Buddy (nombre del episodio) y naranja dice que es una pera sucia con gafas, este dice que naranja usaría lentes por estar bajo tierra. Al final del episodio este mismo es pelado.
- La nuez: Otra más fastidiada por la naranja. Según la última, la nuez antes fue una palta, que fue cortada y que nunca más fue vista. La naranja la molesta con el sonido "Toc-Toc" (broma) hasta que al final del episodio muere, siendo devorada por una ardilla.
- El árbol Bonsái: Aparece en el episodio Wazzup 3.
- El platillo de fiesta o Party Platter en inglés: son un grupo de bocadillos, incluido un queso amarillo, que se la pasan diciendo "Party" (fiesta). Al final el queso es rebanado. Tanto los alimentos que componen el platillo como el árbol Bonsái son en realidad los integrantes de la banda Weezer[cita requerida].
- Mark, el pimiento rojo: Es un pimiento rojo que apareció en el capítulo Kitchen Intruder y da las noticias de Super Fruit News. Termina siendo cortado por un cuchillo
- La berenjena Elizabeth: Parodia a Elizabeth Gentle es una segunda berenjena (también aparecida en Kitchen Intruder) da a Mark las noticias en el reportaje con la nectarina Nancy.
- La nectarina Nancy: Una nectarina, parodia de 'Bed Intruder'
- Red ''Rap'' Berry: Es una frambuesa roja que temerosa de que lo maten, hace rap para que no lo corten.
- Jim: Es una frambuesa roja que vive en un tazón de frambuesas diciéndole a la frambuesa roja que se quede en el tazón.
- Los Huevos: Aparecen en el episodio Food Court como jurado para decidir si la naranja debe dejar de ser molesta.
- El Maíz: Aparece en Wazzup explosivo, el espera una llamada pero la naranja y sus amigos lo molestan diciendo WAZZUP.
- La Uva: Aparece en 'Annoying Valentine's', es cortada por el cuchillo (escena no mostrada).
- Bebe Zanahoria: Es una zanahoria pequeña que apareció en Zoom, Ask Orange 2, y Otros Episodios.
- Coconut: aparece en el episodio kung fruit, es llamado por la naranja como chocolate ball (bola de chocolate) y es un maestro de kung fruit, es matado por el cuchillo al final del episodio.
- Puño de Hierro: Aparece en el episodio kung fruit, domina la cocina con Coconut durante el episodio, reaparece en preguntale ala naranja 4.
- Fruta Ninja: Aparece en el episodio 'Kung Fruit', entrena a Naranja para vencer a Coconut, su enemigo.
- JALAPEÑO: Un SUPERJALAPEÑO con una voz muy sensual y que canta "fralalala", convence a Orange de que conserve la pasión. Al final, lo cortan y exclama ¡AUCH!.
- La Galleta De La Fortuna: Aparece En Fortune Cookie.
- La Señora Galleta De La Fortuna: Aparece En Fortune Cookie.
- Moldimort: Parodia de Lord Voldemort, resulta ser una manzana.
- Muñeco voodoo de naranja: Es creado por las manzanas, para torturar a la naranja verdadera, pero crean un muñeco igual a Naranja.
- Naranja Malvada: Aparece en 'Back to the Fruiture. Una era un Lord malvado del espacio, usaba googles azules y tenía un arma láser. Una versión 50 años mayor del Orange original lo mata con el poderoso Reguilete Silbante y con casco de Darth Vader.
- Zombies son los antagonistas del juego Plants vs Zombies, su primera aparición fue en Ask Orange 3, y aparecieron nuevamente en Fruits Vs Zombies.
- El Refrigerador: es un congelador malvado que convierte alas frutas excepto a pera en zombi aparece en el episodio de chiller.
- Slenderman: Mítica criatura de los bosques que roba almas, la única manera de detenerlo es recolectando sus Notas.
- Steve: Protagonista del juego de PC Minecraft, muere al ser devorado vivo por una manada de Creepers.
- Minions: Son los mismos personajes de la película Mi Villano Favorito 2, Únicamente aparecieron en Choose Your Villain y Despicable Me Too
- Siri: Un Micrófono Ayudante Que Apareció Por Primera Vez En El Episodio The Dining, y de Ahí Apareció En Angry Orange.
- La Naranja Enojada: aparece en Angry Orange, es una naranja diferente gruñona y es un poco diferente a Naranja, su único enemigo fue Siri, y fue atropellado por el auto del cangrejo.

### Personajes terciarios
- Naranjas: aparecieron únicamente en More Annoyinng Orange.
- Mora Iphone: es un personaje que es amigo de apple iPhone que únicamente

apareció en el episodio Orange Gets Autotuned.
- Shelly: es una mujer que llama a la Naranja y  se escucha su voz, y aparece únicamente en el episodio Prank Call 1.
- Princesa Peach: aparece en Super Mario Molesto, y es la hermana de Mario y esta únicamente en el juego con Toad.

## Lista de Episodios deAnnoying Orange

### Temporada 1 (2009)
1. ¡Oye Manzana!
2. Calabaza Gorda
3. TO-MAY-TE
4. Aneroso Claus

### Temporada 2 (2010)
1. La Naranja Más Molesta
2. Super Bol de Fútbol
3. La Sierra Molesta
4. Fruta de la Pasión
5. ¡¡¡Oye YOUTUBE!!!
6. Naranja se hace Autofinado
7. Un Episodio Quesosisimo
8. Suerte del Irlandés
9. Llamada de Broma 1 Salón de Bronceo
10. Super Mario Molesto
11. Compañero Lodoso
12. Col del Exceso
13. La Avance Fastidiosa
14. El Anillo
15. El Anillo de Cebolla
16. Wasabi
17. Piña
18. Pacmania
19. Competencia de Fotos
20. La Venganza de Toronja
21. Abuelo Limón
22. Ganadores de la Competencia de Fotos
23. Volver al Frututo
24. Invitador Misterioso
25. La Naranja Molesta Contra Fred
26. Naranja de Julio
27. La Copa Naranja
28. Manzana Ninja Tortuga Mutante
29. Mujer Pasta
30. Cruel como un Apio
31. Manzana Cangrejo
32. Millones de Clones
33. Encuentros Cercano de la Raza Fastidiosa
34. La Comedia de Enredo
35. Yendo Nueces
36. Que ONNNNDDDDDA 3 El Árbol de Bonsai
37. La Sierra Molesta 2 La Trampa de la muerte Fastidiosa
38. No Mas Señor Cuchillo
39. Feliz Cumpleaños, Naranja!
40. La Naranja Explotadora
41. Frakenfruta
42. Ataque de la Canción de Tema
43. La Pera Molesta
44. Voto Viral
45. Naranja Después del Dentista
46. Intruso de la Cocina
47. El Bebe Estornudando Malvavisco
48. La Naranja Molesta Conoce a Charlie el Unicornio
49. Iguala a Naranja Fastidiosa
50. Intruso de la Cocina(Canción)
51. El Misterio de los Bigotes
52. Jalapeño
53. Pensamiento Deseoso

### Temporada 3 (2011)
1. La Naranja Amnesia
2. Frambuerap
3. El Corte de Comida
4. Que ONNNDDDDA Ampliación
5. Mejores Enemigos para Siempre
6. Fastidiosos Admiradores
7. Fastidiosos Admiradores(Comedia de Enlace)
8. Sorpresa de Fastidiosos Admiradores
9. Se Toma 2 Para Mangotear
10. Naranja Fastidiosa Contra Gecko
11. ZOOM!!!
12. Naranja a través del Tiempo
13. Kung Fruta
14. Galleta de la Fortuna
15. Galleta de la Fortuna(Comedia de Enlace)
16. Día de las Frutas
17. Carnicería en la Cocina
18. Rodando en la Masa
19. Naranja Estilo Nya Nya
20. Club Comediando
21. Naranja a través del Tiempo 2
22. Yo y Mami
23. Fruta para Todos
24. Cajeando de Jugó
25. Poder de la Flor
26. Sea una Estrella!
27. Frutadora de Primera Persona
28. Meteoritotron
29. Youtubers
30. Troleando
31. Naranja Potter y la Manzana de la Muerte
32. El Vudú que Haces!
33. El Vudú que Haces!(Comedia de Enlace)
34. Naranja va Hollywood
35. Previamente En
36. Naranja se hace Cargo de VidCon!
37. En la Oscuridad
38. Naranja Naval
39. Naranja a través del Tiempo 3
40. Alboroto Gomita
41. Molestosa Mascota
42. Sopar Dopar
43. Pregúntale a Naranja 1
44. Falso y Tocino
45. Naranja a través del Tiempo 4
46. Naranja Molesta Contra Angry Birds
47. Efecto del Microondas
48. Pregúntale a Naranja 2:Los Eliminadores de Pan Tostado!
49. Enfriador
50. Almeja Majica
51. Frijol Saltador
52. Roca de la Fiesta
53. Tiempo del Épico Pelamiento
54. Batallas de Rap Épicas de la Cocinastoria
55. Ir!Buaaah!
56. Naranjas Gemelos Habladores
57. Viernepapas
58. Pregúntale a Naranja 3:FAS-TI-DI-JUGUETE-SOS
59. Las Historias Mas Verdaderas de Toronja:Pie Grande
60. Tarjetas Explosivas de Navidad!!
61. Pequeño Rudolph
62. Naranja vs. Malvadisco

### Temporada 4 (2012)
1. Naranja FPS
2. 1 Billón de Muertes!
3. Había una Vez una Naranja
4. La Asada Comedia de Naranja Molesta
5. El Frutero
6. El Juego de las Citas
7. Manzana de Veneno
8. Él se Burlara de Usted
9. Naranja Molesta Contra Mortal Kombat
10. La Última Burla de Malvavisco
11. El Doctor Bananas
12. La Trampa de Enano
13. Los Juegos de Hambre
14. 2.0 Naranja Molesta
15. Isla de Pascua
16. Los Favoritos de Malvavisco:Videos de Perritos
17. Preguntale a Naranja 4:Chef Maestro!
18. Que OndZOOM!
19. Compañeros de Policías
20. Invasores Tocino
21. No Puedes Aplastar Esto
22. Suficientemente Fuerte
23. Naranja Carpa de Circo
24. Avocadhermano
25. Detrás de las Semillas
26. Preguntale a Naranja 5:Una Vez en Una Luna Explotadora!
27. ODM(Oh, Dios Mio!)
28. Yiendo Donas
29. El Frutatrix
30. Queso y Macaroni:Hombres en Merienda
31. Animado
32. Frutas Contra Zombis
33. Vacaciones de Verano
34. Ganadores del Concurso de Fotos de Malvavisco
35. Estilo Naranja Nya Nya
36. Compañeros de Policías 2:Casa Stache
37. Hamburguesa Monstruo!
38. El Casino de Almeja
39. Video Campana Presidencial de Pit Romney
40. Video Campana Presidencial de Brócoli Obama
41. Decisión de la Cocina 2012
42. El Televisor de Terror!
43. Puerro de su Propia
44. Nuevo Presidente de la Cocina!
45. Hora de Quemar
46. Pregúntale a la Naranja 6:Barco de Gases!
47. Pregúntale al Presidente Malvavisco #1
48. Wazzup (Versión de Videojuego!)
49. Saw Animado!
50. Mujer Pasta Animada!
51. Cocina-mon!
52. Navidad es Para Dar
53. Maneras Molestas de Morir
54. Garret el Loro
55. Dúo de Vacaciones De Al el Raro!
56. Queso Vendedor
57. Muertes del 2012!
58. Muertes del 2013!
59. Manzana presidente
60. La mansión de Malvavisco

### Temporada 5 (2013)
1. Preguntale a la Naranja 7: FUS RO DAH!
2. Yo-yo!
3. Naranja Molesta vs. Slenderman
4. Atrás Pepinillo
5. Harlem Shake v9000 (Edición Naranja Molesta)
6. Cortes Aleatorios #1
7. Naranja Molesta vs. Pong
8. Los Weenies (Parodia de Los Oscar)
9. Trailer de Suscripción
10. No Mas Señor Cuchillo (Canción)
11. Popeye!
12. Naranja Molesta vs. Minecraft
13. Malvavisco Molesto
14. Naranja Molesta vs. Duck Hunt
15. Oro del Inocente
16. Top 5 Maneras de Evitar una Multa por Exceso de Velocidad
17. Una Belleza y una Remolacha
18. Día de la Tierra
19. Trailer de Iron Manzanita
20. Iron Manzanita
21. Pregúntale a la Naranja 8: Robot Gemelo Malvado
22. Mi Villano Favorito 2: Escoge tu Villano!
23. Tráiler ÉPICO (Temporada 2 en Cartoon Network a las 7:30-6:30C!!!)
24. Cariño, Encogí a las Frutas
25. Ataque de Bocadillos!
26. Camión Monstruo
27. ABURRIDO!
28. Soplar Burbujas por Daft Lunch (Parodia de Daft Punk Get Lucky)
29. Mi Otro Villano Favorito
30. Toronja vs. Donkey Kong
31. Hombre de Cáscara (Parodia de Hombre de Acero)
32. Masacre en el Picnic
33. Naranja Aprobó: Chainy la Sierra
34. Amigo Desnudo
35. El Jugo #1
36. Fuera de lo Azul
37. Arnold SchwarzenHUEVOger
38. Naranja Molesta vs. Mario Kart
39. Frutas Viejas Gruñonas
40. El Misterio del Sasquatch
41. Naranja Aprovó: Sandwich de Meteorito
42. Cortes Aleatorios #2
43. Asternaranjas (Parodia del Videojuego Asteroides)
44. Expectaciones de la Uva
45. Naranja Molesta vs. Tiny Wigs
46. Épicas Batallas de Rap de la Cocinastoria #2
47. Naranja Molesta
48. Fiesta de Barbas de Wasabi!!!
49. Comidasplosion #1
50. Fácil como Pi
51. Top 5 Maneras de Evitar tu Tarea
52. Creepypasta La muerte de Naranja
53. El Jugo #2
54. El Calcetín (¿Qué dice el Zorro? Parodia de Ylvis)
55. Comidasplosion #2
56. Romper los Malos Huevos

### Episodios Incluidos
Estos episodios no están en orden.
1. Ponche de frutas de una pulgada
2. Boxxing de Jugo (Versión de Comedia)
3. Listo Para Retumbar

## Serie de spin-off:Liam the Leprechaun
Liam the Leprechaun es un personaje quien apareció en el episodio de Annoying Orange: Luck o' the Irish como el antagonista debido a que la naranja tenía su olla de oro. Él regresó en el episodio de Annoying Orange vs. FRED!!!, intentando de conseguir su venganza contra la naranja poniendo a él y a Fred Figglehorn en una competencia para saber quien es el más fastidioso. Liam consiguió obtener brevemente después su canal de YouTube, donde tuvo 6 episodios de su serie admitida desde que la página fue iniciada. Liam es interpretado por Bob Jennings, quien también interpretó el papel de la toronja en la serie de Annoying Orange y también apareció en otros proyectos producidos por Boedigheimer en Gagfilms.